# Rio Creţu (Moneasa)
O Rio Creţu é um rio da Romênia, afluente do Moneasa, localizado no distrito de Arad.